# Marine One

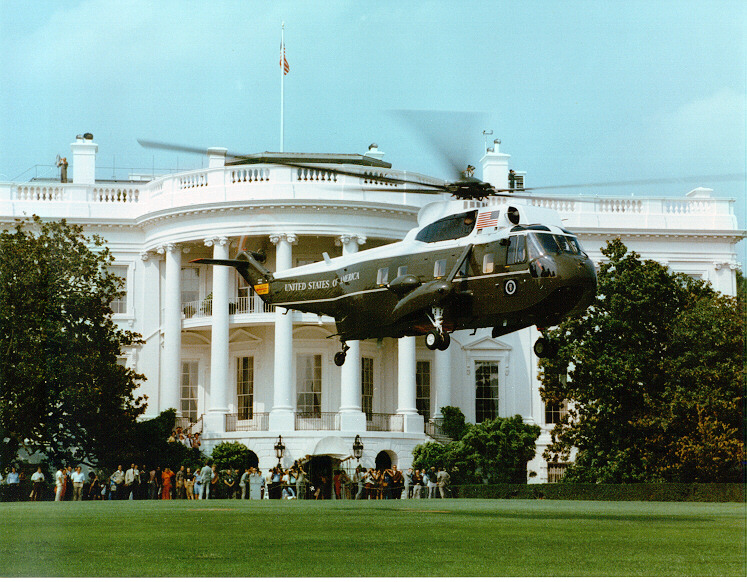
Marine One Lyfter från Vita Husets södra gräsmatta.

Marine One är den radioanropssignal, som används av en luftfarkost helikopter som tillhör USA:s marinkår, när USA:s president är ombord. I samma ögonblick som presidenten lämnar luftfartyget, återfår detta sin ordinarie anropssignal. På samma sätt används anropssignalen  Marine Two när vicepresidenten är ombord.
Oftast används för statstransporter de helikoptrar som är stationerade nära Washington D.C och som flygs och underhålls av HMX-1, antingen den större modellen Sikorsky VH-3D Sea King eller den nyare Sikorsky VH-60N Whitehawk.

## Historik
Det regelbundna användandet av helikoptrar för transporter av presidenten började under 1957, då president Eisenhower använde en Bell H-13 Sioux. År 1958 ersattes H-13 med VH-34 Choctaw, och 1961 var det dags för VH-3A Sea King. 
Till 1976 delade USA:s armé och marinkåren på uppgiften att transportera presidenten. Obord på arméns helikoptrar var anropssignalen Army One.

## Organisation

President Ronald Reagan och Nancy Reagan ombord på Marine One 1987

Normalt flyger Marine One aldrig ensam av säkerhetsskäl, en helikopter har presidenten ombord och de andra fungerar som skenmål för en eventuell angripare. Efter start skiftar helikoptrarna plats för att skydda presidenten.[källa behövs] Helikoptrarna är även utrustade med ett omfattande skydd emot luftvärnsrobotar.
Över 200 officerare och soldater ur marinkåren är inblandade i driften av helikopterflottan i HMX-1. Varhelst i världen Marine One flyger finns det alltid minst en marinsoldat väntande i paraduniform (Dress Blue). 
Marine One används till exempel när presidenten skall ta sig från Vita huset till Andrews Air Force Base eller Camp David, men också som alternativ till en bilkolonn. Helikoptrarna monteras även ned och transporteras till presidentens resmål, som kan vara över hela världen.